# 茨城県立那珂湊第二高等学校
茨城県立那珂湊第二高等学校（いばらきけんりつなかみなとだいにこうとうがっこう）は、茨城県ひたちなか市牛久保に所在した公立の高等学校。2009年に茨城県立那珂湊第一高等学校と統合された新しい高校・茨城県立那珂湊高等学校が開校し、2011年に閉校となった。

## 設置学科
- 普通科

## 所在地
- 〒311-1213 茨城県ひたちなか市牛久保1-10-18

## 沿革
- 1941年 : 那珂湊町立那珂湊高等女学校として那珂湊町によって設置、那珂湊第二国民学校の一部を仮校舎として開設、校訓制定
- 1942年 : 建物及び敷地を現在地に移転
- 1945年 : 茨城県立那珂湊高等女学校となる
- 1949年 : 茨城県立那珂湊第二高等学校となる（普通科2学級、家庭科1学級）
- 1955年 : 校訓を「礼節 協和 勤勉」の3つに改定
- 1962年 : 家庭科廃止
- 1970年 - 1971年 : 新校舎（1・2号館）完成
- 1974年 : 体育館新築
- 1981年 : 3号館新築
- 1984年 : 同窓会館兼宿泊施設「はまぎく会館」竣工
- 1990年 : 創立50周年記念式典挙行
- 1993年 : 男子生徒多数入学
- 2000年 : 創立60周年記念式典挙行
- 2009年 : 生徒募集停止
- 2011年 :  茨城県立那珂湊高等学校に統合

## 校訓
旧校訓
至誠 報恩 礼節 協和 勤労 創造
最終校訓
礼節 協和 勤勉
教育方針
1. 地域のニーズに応え、創造と活力に満ちた学校
2. 生徒一人一人の個性・能力の伸長を図れる学校
3. 豊かな教養と人間性を持ち、社会に役立つ人間を育てる学校